# Светско првенство у атлетици на отвореном 2017 — штафета 4 × 400 метара за мушкарце
Трка штафета 4 х 400 метара у мушкој конкуренцији на Светском првенству у атлетици 2017. у Лондону одржана је 12. и 13. августа на Олимпијском стадиону.
Титулу светских првака из Пекинг 2015. бранила је штафета САД.

## Освајачи медаља
|                                                                                         |                                                                                      |                                                                                     |
| Џарин Саломон Џерим Ричардс Мајкл Седенио Лалонд Гордон Рени Квоу* \| Тринидад и Тобаго | Вилберт Лондон III Гил Робертс Мајкл Чери Фред Керли Брајшон Нелам* Тони Маквај* САД | Метју Хадсон-Смит Рабат Јусиф Двеј Кован Мартин Руни Џек Грин* Уједињено Краљевство |

## Рекорди
Стање 4. август 2017.
| Рекорди пре почетка Светског првенства 2017.     | Рекорди пре почетка Светског првенства 2017.                                          | Рекорди пре почетка Светског првенства 2017. | Рекорди пре почетка Светског првенства 2017. | Рекорди пре почетка Светског првенства 2017. |
| ------------------------------------------------ | ------------------------------------------------------------------------------------- | -------------------------------------------- | -------------------------------------------- | -------------------------------------------- |
| Светски рекорд                                   | Сједињене Државе · (Ендру Валмон, Квинси Вотс, Бач Рејнолдс, Мајкл Џонсон)            | 2:54,29                                      | Штутгарт, Немачка                            | 22. август 1993                              |
| Рекорди светских првенстава                      | Сједињене Државе · (Ендру Валмон, Квинси Вотс, Бач Рејнолдс, Мајкл Џонсон)            | 2:54,29                                      | Штутгарт, Немачка                            | 22. август 1993                              |
| Најбољи светски резултат сезоне                  | Универзитет Тексас                                                                    | 2:59,95                                      | Јуџин, Сједињене Америчке Државе             | 7. јун 2017.                                 |
| Афрички рекорд                                   | Нигерија · (Клемон Чукву, Џад Моње, Сандеј Бада, Енофиок Удо Обонг)                   | 2:58,68                                      | Сиднеј, Аустралија                           | 30. септембар 2000                           |
| Азијски рекорд                                   | Јапан · (Шуњи Карубе, Коџи Ито, Џун Осакада, Шигеказу Омори)                          | 3:00,76                                      | Атланта, САД                                 | 3. август 1996                               |
| Северноамерички рекорд                           | Сједињене Државе · (Ендру Валмон, Квинси Вотс, Бач Рејнолдс, Мајкл Џонсон)            | 2:54,29                                      | Штутгарт, Немачка                            | 22. август 1993                              |
| Јужноамерички рекорд                             | Бразил · (Еронилде де Араужо, Клеверсон да Силва, Клодине да Силва, Сандерлеи Парела) | 2:58,56                                      | Винипег, Канада                              | 30. јул 1999                                 |
| Европски рекорд                                  | Велика Британија · (Ајван Томас, Марк Ричардсон, Џејми Баулч, Роџер Блек)             | 2:56,60                                      | Атланта, САД                                 | 3. август 1996                               |
| Океанијски рекорд                                | Аустралија · (Брус Фрејн, Гери Минихан, Рик Мичел, Дарин Кларк)                       | 2:59,70                                      | Лос Анђелес, САД                             | 11. август 1984                              |
| Рекорди после завршеног Светског првенства 2017. |                                                                                       |                                              |                                              |                                              |
| Најбољи светски резултат сезоне                  | Сједињене Државе · Вилберт Лондон III, Брајшон Нелам, Мајкл Чери, Тони Маквај         | 2:59,23                                      | Лондон, Уједињено Краљевство                 | 12. август 2017.                             |
| Најбољи светски резултат сезоне                  | Тринидад и Тобаго · Џарин Саломон, Џерим Ричардс, Мајкл Седенио, Лалонд Гордон        | 2:58,12                                      | Лондон, Уједињено Краљевство                 | 13. август 2017.                             |

## Критеријум квалификација
Првих осам освојених екипа на СП штафета 2017. и домаћинн првенства се аутоматски квалификују за учешће а преостала места попуњавају штафете са најбољим резултатима током квалификационог периода
- 8 првих са СП штафета 2017.
- домаћин првенства
- 7 најбољих са светске ранг листе у квалификационом периоду.

У сличају када је домаћпн међу првиг 8 на Светском првенству штафета, онда са квалификује 8 са светске ранг листе у квалификационом периоду.
Осам штафета се аутоматски квалификовало као финалисти Светског првенства у такмичењу штафета 2017. године.
1. Сједињене Државе  (2:54,29)
2. Боцвана (2:59,06)
3. Јамајка (2:56,75)
4. Тринидад и Тобаго (2:58,12)
5. Куба (2:59,13)
6. Уједињено Краљевство (2:56,60)
7. Бразил (2:58,56)
8. Француска (2:58,96)

Других 8 штафета пласирало се на основу најбољих резултата постигнутим у квалификационом периоду између 1. јануара 2016 и 23. јула 2017.
1. Белгија (2:58,52)
2. Шпанија (3:01,42)
3. Пољска (2:58,00)
4. Индија (3:00,91)
5. Бахаме (2:56,72)
6. Колумбија (3:01,16)
7. Јапан (3:00,76)
8. Турска (3:02,22)

У загради су национални рекорди сваке од земаља учесница.

## Сатница
| Датум           | Време | Коло          |
| --------------- | ----- | ------------- |
| 11. август 2017 | 11.55 | Квалификације |
| 13. август 2017 | 21.15 | Финале        |

Сва времена су по локалном времену (UTC+1)

## Резултати

### Квалификације
Штафете су подељене у  2 гупе. У финале су прошле по три првопласиране из обе групе (КВ) и две на основу постигнутог резултата (кв).,,
| Групе         | 1     | 2     |
| ------------- | ----- | ----- |
| Стартно време | 11,50 | 12,00 |
| Фото-финиш    |       |       |

| Поз. | Група | Стаза | Штафета              | Атлетичари                                                          | Време   | Белешка |
| ---- | ----- | ----- | -------------------- | ------------------------------------------------------------------- | ------- | ------- |
| 1    | 2     | 9     | САД                  | Вилберт Лондон III, Брајшон Нелам, Мајкл Чери, Тони Макваји         | 2:59,23 | КВ, СРС |
| 2    | 2     | 8     | Тринидад и Тобаго    | Рени Квоу, Џерим Ричардс, Мајкл Седенио, Лалонд Гордон              | 2:59.35 | КВ, НРС |
| 3    | 2     | 3     | Белгија              | Дилан Борле, Жонатан Борле, Робин Вандербемден, Кевин Борле         | 2:59,47 | КВ, НРС |
| 4    | 2     | 6     | Уједињено Краљевство | Рабат Јусиф, Двејн Кован, Мартин Руни, Џек Грин                     | 3:00,10 | кв, НРС |
| 5    | 2     | 4     | Француска            | Ludvy Vaillant, Thomas Jordier, Mamoudou Hanne, Teddy Atine-Venel   | 3:00,93 | кв, НРС |
| 6    | 1     | 9     | Шпанија              | Óscar Husillos, Lucas Búa, Darwin Echeverry, Samuel García          | 3:01,72 | КВ, НРС |
| 7    | 1     | 7     | Пољска               | Кајетан Душински, Лукаш Кравчук, Тимотеуш Зимни, Рафал Омелко       | 3:01.78 | КВ, НРС |
| 8    | 1     | 5     | Куба                 | Вилијам Колазо, Адријан Чакон, Леонардо Замора, Јоандис Лескај      | 3:01,88 | КВ, НРС |
| 9    | 1     | 8     | Јамајка              | Peter Matthews, Steven Gayle, Jamari Rose, Rusheen McDonald         | 3:01,98 | НРС     |
| 10   | 1     | 3     | Индија               | Kunhu Muhammed, Amoj Jacob, Mohammad Anas, Arokia Rajiv             | 3:02,80 | НРС     |
| 11   | 1     | 4     | Бахами               | Alonzo Russell, Michael Mathieu, O'Jay Ferguson, Ramon Miller       | 3:03,04 | НРС     |
| 12   | 1     | 2     | Колумбија            | Jhon Alexander Solís, Diego Palomeque, Yilmar Herrera, Jhon Perlaza | 3:03,68 | НРС     |
| 13   | 2     | 5     | Бразил               | Lucas Carvalho, Alexander Russo, Anderson Henriques, Hugo de Sousa  | 3:04,02 | НРС     |
| 14.  | 2     | 7     | Боцвала              | Onkabetse Nkobolo, Баболоки Тебе, Најџел Ејмос, Карабо Сибанда      | 3:06,50 |         |
| 15.  | 2     | 2     | Јапан                | Кентаро Сато, Јузо Канемару, Казуши Кимура, Косуке Хори             | 3:07,29 |         |
| 16.  | 1     | 6     | Турска               | Ахмет Касап, Батухан Алтинташ, Махсум Коркмаз, Јавуз Џан            | 3:15,45 |         |

### Финале
(photo finish):
| Пласман | Стаза | Штафета              | Атлетичари                                                        | Време   | Белешке |
| ------- | ----- | -------------------- | ----------------------------------------------------------------- | ------- | ------- |
|         | 7     | Тринидад и Тобаго    | Џарин Саломон, Џерим Ричардс, Мајкл Седенио, Лалонд Гордон        | 2:58,12 | СРС, НР |
|         | 4     | САД                  | Вилберт Лондон III, Гил Робертс, Мајкл Чери, Фред Керли           | 2:58,61 | НРС     |
|         | 3     | Уједињено Краљевство | Метју Хадсон-Смит, Рабат Јусиф, Двеј Кован, Мартин Руни           | 2:59,00 | НРС     |
| 4.      | 9     | Белгија              | Робин Вандербемден, Дилан Борле, Жонатан Борле, Кевин Борле       | 3:00,04 |         |
| 5.      | 6     | Шпанија              | Óscar Husillos, Лукас Буа, Darwin Echeverry, Самуел Гарсија       | 3:00,65 | НР      |
| 6.      | 8     | Куба                 | Вилијам Колазо, Адријан Чакон, Osmaidel Pellicier, Јоандис Лескај | 3:01,10 | НРС     |
| 7.      | 5     | Пољска               | Кајетан Душински, Рафал Омелко, Лукаш Кравчук, Тимотеуш Зимни     | 3:01,59 | НРС     |
| 8.      | 2     | Француска            | Ludvy Vaillant, Thomas Jordier, Mamoudou Hanne, Teddy Atine-Venel | 3:01,79 |         |